# San José del Talar
San José del Talar ist eine Kirche in Buenos Aires in Argentinien.
Kirche und Pfarrei (Parroquia San José del Talar) befinden sich in der Calle Navarro 2460 im Stadtteil Agronomía.

## Maria Knotenlöserin

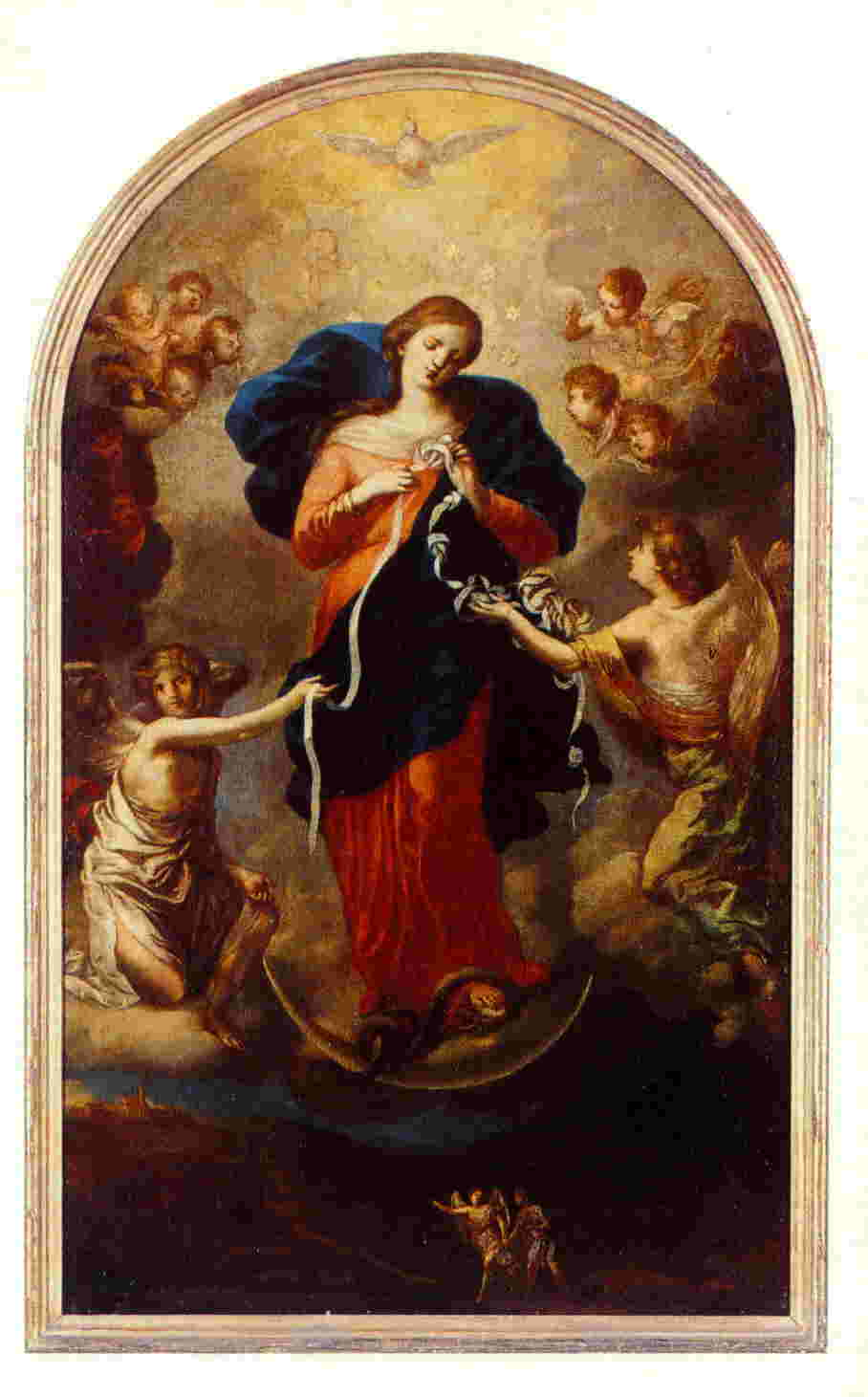
Maria Knotenlöserin

In dieser Kirche hängt ein Gnadenbild von Maria Knotenlöserin, das an jedem 8. des Monats von Tausenden von Pilgern besucht wird. Das Bild fand durch den Jesuiten Jorge Mario Bergoglio (Papst Franziskus) den Weg von St. Peter am Perlach in Augsburg nach Buenos Aires.